# Notoplites elongatus
Notoplites elongatus is een mosdiertjessoort uit de familie van de Candidae. De wetenschappelijke naam van de soort is, als Cellularia elongata, voor het eerst geldig gepubliceerd in 1884 door Busk.